# یوهان پیتر کیرش
یوهان پیتر کیرش (انگلیسی: Johann Peter Kirsch; ۳ نوامبر ۱۸۶۱ – ۴ فوریهٔ ۱۹۴۱) باستان‌شناس، انسان‌شناس، و استاد دانشگاه اهل لوکزامبورگ بود.